# Carmotetraviridae
Carmotetraviridae es una familia de virus que infectan animales. Contienen un genoma ARN monocatenario positivo y por lo tanto se incluyen en el Grupo IV de la Clasificación de Baltimore. La familia incluye dos géneros.

## Géneros
Se han descrito los siguientes géneros:
- Género Betatetravirus
- Género Omegatetravirus

## Descripción
Los virus de la Carmotetraviridae tienen cápsides con geometrías icosaédricas y simetría T = 4. No poseen envoltura vírica. El diámetro es de unos 40 nm. Los genomas son lineales y no segmentados, con alrededor de 6,1 kb de longitud. El genoma codifica 2 proteínas y tiene 3 marcos de lectura abiertos.
La replicación viral se produce en el citoplasma. La entrada en la célula huésped se logra mediante la penetración en la célula huésped. La replicación sigue el modelo de replicación de los virus de ARN de cadena positiva. La transcripción de los virus de ARN de cadena positiva es el método de transcripción. La traducción se realiza mediante la supresión de la terminación. Los insectos lepidópteros sirven como huéspedes naturales. Las rutas de transmisión son por vía oral.